# Maja van den Broecke
Maja van den Broecke (Amsterdam, 16 juni 1956) is een Nederlandse actrice.

## Carrière
In de eerste jaren van haar bekendheid schreef Van den Broecke haar voornaam als Maya. Met haar rubensfiguur werd ze aanvankelijk bekend als naaktmodel op kunstzinnige foto's. Ze is te zien in de videoclip van het nummer Headhunter van de Belgische formatie Front 242, welke is geregisseerd door Anton Corbijn. 
Ze kreeg nationale bekendheid door de rol van Josje in de televisieserie Vrouwenvleugel (1993). Ook in de theaters was ze te zien: onder andere op theaterfestival De Parade (1996/1997), als Ophelia in Hamlet (1997) en in de musical De Jantjes. 
Op het witte doek speelde Van den Broecke in Springen (1985) en Hector (1987). Zij speelde naast Arnon Grunberg de hoofdrol in de korte speelfilmkomedie De kut van Maria van de Nederlandse cultfilmer Cyrus Frisch (1991, 9 minuten). Naast Monique van de Ven speelde ze de rol van Zwarte Koningin in de speelfilm/televisieserie Lang Leve de Koningin (1995) van Esmé Lammers. Ze was verder te zien in Flodder 3 (1995) van Dick Maas, Rembrandt van Rijn (1999) van Charles Matton en Dichter op de Zeedijk (1999) van Gerrard Verhage. In 2002 speelde zij een gastrol in de Amerikaanse televisiefilm Girl in Hyacinth Blue onder regie van Brent Shields en was ze tevens te zien in de speelfilms Villa des Roses van Frank Van Passel (2002) en Pietje Bell 2: De Jacht op de Tsarenkroon van Maria Peters (2003). In 2005 kreeg Van den Broecke weer een hoofdrol, de rol van Toets van Truffelen in het zesde seizoen van De Club van Sinterklaas.
Van den Broecke speelde diverse gastrollen in televisieseries als Flodder (1994), Het zonnetje in huis (1999) en Oud Geld (1998). In 2000 nam ze deel aan het televisieprogramma Big Brother VIPS. In 2012 speelde ze de godin Aphrodite in Joris en Boris en het Geheim van de Tempel. En ze werkte als redacteur bij AT5 voor een tv-programma van Frank Awick.

## Filmografie

### Actrice
- Brandende liefde - Sonja (1983)
- Springen - Bellina Woestewey (1986)
- Zoeken naar Eileen - Madame Wong (1987)
- Hector - Ikebana (1987)
- Gwang tin lung fu wui - Stripteasedanseres (1989)
- De kut van Maria (1991)
- Mevrouw Ten Kate - Buurvrouw Joke (1991)
- Boys - Mrs. Vremans (1991)
- Iris - Suikerspinverkoopster (1992)
- De weg naar school - Badjuffrouw (1992)
- Vrouwenvleugel - Josje Werkman (1993)
- Seth & Fiona - Ada (1994)
- Flodder - Gevangenisbewaarder (1994)
- Flodder 3 (1995)
- Lang Leve de Koningin - Black Queen (1995)
- Oud Geld - Groepsleidster (1999)
- The Crossing (1999)
- Dichter op de Zeedijk (2000)
- Villa des Roses - Anna Kuprinski (2002)
- Brush with Fate - Matron (2003)
- Vrouwenvlees - Foster Mother (2003)
- Pietje Bell 2: De Jacht op de Tsarenkroon - Vrouw op strand, huwelijkskandidaat (2003)
- De Club van Sinterklaas - Tante Toets van Truffelen (2005)
- Radeloos - Manegehoudster (2008)
- Limo - Ilsa (2009)
- WALL-E - Mary (2009) (stem)
- Joris en Boris en het Geheim van de Tempel - Afrodite (2012)
- Dokter Deen - Bakkersvrouw (2014-2018)
- Heksen bestaan niet - Vrouw in rommelwinkel (2014)
- Wonderbroeders - Dame aan bar (2014)
- Flikken Maastricht - Cipier (2015)
- Celblok H - Lucy de Bok (2016-2017)

### Deelnemer
- Big Brother VIPS (2000)